# 눈의 여왕 2: 트롤의 마법거울
《눈의 여왕 2: 트롤의 마법거울》(러시아어: Снежная королева 2: Перезаморозка)은 2014년 공개된 러시아의 애니메이션 영화로, 《눈의 여왕》의 후속작이다.